# فيلق الكاديت (روسيا)

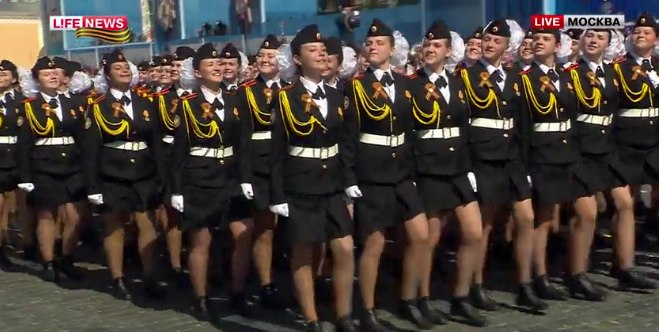
طالبات من فيلق الكاديت في موسكو خلال عرض يوم النصر في موسكو عام 2015.

فيلق الكاديت (الروسية: Кадетский корпус) تاريخيًا كانت مدرسة عسكرية للبنين تعتمد على القبول فقط، وكانت تعد الأولاد ليصبحوا جنود حرب وضباطًا مفوضين في روسيا الإمبراطورية. وكان الأولاد يدخلون إلى الفيلق في سن ما بين 8 و15 عامًا.

## التاريخ
أسست الإمبراطورة آنا إيفانوفنا أول فيلق للضباط في سانت بطرسبرغ، بالإمبراطورية الروسية ، في عام 1731. وكانت مدة التعليم سبع سنوات. كان جميع المدربين يحملون رتبة عسكرية، وكانوا يدرسون برنامجًا للإعداد العسكري. في عام 1766، قامت كاترين العظيمة بإصلاحات تعليمية أدت إلى توسيع المناهج الدراسية لتشمل العلوم والفلسفة والأخلاق والتاريخ والقانون الدولي. أصبح أحد خريجي السلك جنديًا [الإنجليزية] عسكريًا وكان لديه المرشح الرئيس للعمل في المجال العسكري.
خلال ثورة أكتوبر والحرب الأهلية الروسية 1917-1923، دعم الطلاب العسكريون واليونكرز إلى حد كبير الحركة البيضاء المناهضة للبلشفية . (تمييز الطلاب العسكريين في هذه الحقبة عن أعضاء الحزب الديمقراطي الدستوري [الإنجليزية]، المعروف من الأحرف الأولى منه (KD) باسم الكاديت . كما عارض الحزب الديمقراطي الدستوري البلشفية). نجح عدد قليل من الطلاب في إجلاء القرم مع الجيش الأبيض [الإنجليزية] نحو نهاية الحرب الأهلية الروسية إلى الدول الغربية.
قام العديد من الطلاب الذين نجوا أحياء بتشكيل فيالق طلابية في بلدان أخرى، وأبرزها في بيلا كركفا في مملكة يوغوسلافيا، حيث تلقوا رعاية الملك ألكسندر الأول ملك يوغوسلافيا (حكم من عام 1921 إلى عام 1934) - وهو نفسه كان تلميذًا سابقًا في فيلق باج في سانت بطرسبرغ.
خلال الحرب العالمية الثانية، انضم عدد من الطلاب البيض المهاجرين السابقين إلى الفيلق الروسي الذي ترعاه دول المحور (الذي تأسس عام 1941) في يوغوسلافيا وحرس الجنرال أفلاسو (ROA)، حيث اعتبروه وسيلة لمواصلة المعركة ضد النظام البلشفي .
بعد انتهاء الحرب العالمية الثانية في عام 1945، ومع هجرة الطلاب إلى الولايات المتحدة وكندا والأرجنتين وأستراليا، توقفت فرق الطلاب المهاجرين البيض عن العمل.